# Правосудие (роман)
«Правосудие» — детективный роман Фридриха Дюрренматта, с мощным социально-философским подтекстом. Фридрих Дюрренматт писал этот роман (с большими перерывами) 28 лет.

## Сюжет
Роман написан в жанре антидетектива: убийство совершается на глазах у множества людей, убийца и не думает скрываться, его заключают под стражу, — но цепь несуразностей только начинается. Не в силах понять мотив преступления, адвокат Шпет готов даже принять версию, подсказанную ему убийцей: а что, если и убил кто-то другой?
Сомнение в познаваемости современного мира — один из характерных мотивов не только драматургии, но и прозы Дюрренматта. Понять мотив преступления в «Правосудии» оказывается намного труднее, чем арестовать преступника; адвокат готов усомниться даже в том, что видел собственным глазами, потому что всё в этом мире зыбко, всё колеблется. Но мотив неожиданно находится в конце, в форме разоблачения: выясняется, что жертва поплатилась за совершённое некогда преступление, а «палач» в действительности сам является жертвой, — и вновь автор напоминает, что в этом мире нет правды, безусловной для всех.